# 남면초등학교 인암분교
남면초등학교 인암분교는 전라남도 담양군 남면 인암리에 있었던 공립 초등학교이다.

## 연혁
- 1933년 3월 20일 남면공립보통학교 부설 인암간이학교 인가
- 1944년 5월 10일 남면남공립국민학교 승격
- 1982년 3월 1일 병설유치원 인가
- 1993년 9월 1일 남면국민학교 인암분교 (분교 격하)
- 1996년 3월 1일 남면초등학교 인암분교 (교명 변경)
- 2011년 3월 1일 폐교